# Liste der schwedischen Meister im Telemark

Logo des Svenska Skidförbundet (Schwedischer Skiverband)

Die Liste der schwedischen Meister im Telemark listet alle Sieger im Telemarken bei den schwedischen Meisterschaften von 1994 bis 2006 auf. Seit 2007 wurden keine offiziellen Ergebnisse mehr vom Schwedischen Skiverband, welcher offizieller Veranstalter der Meisterschaften war, veröffentlicht. Die schwedischen Telemarker starten teilweise bei offenen norwegischen Meisterschaften. 2005 wurden die Meisterschaften ebenfalls nicht ausgetragen.
Die schwedischen Meisterschaften gehören nicht offiziell zum Austragungsprogramm des Weltskiverbandes. Es werden Meisterschaften nach den FIS-Regeln in den drei Disziplinen Classic, Sprint Classic und Riesenslalom ausgetragen. Erfolgreichste Telemarker sind Per Lindström bei den Männern und Märta Åberg bei den Frauen.

## Ergebnisse

### Männer
| Jahr | Meister (Verein)                  | Meister (Verein)               | Meister (Verein)               |
| Jahr | Classic                           | Sprint Classic                 | Riesenslalom                   |
| ---- | --------------------------------- | ------------------------------ | ------------------------------ |
| 1994 | Bjarne Richardsson (Arboga AK)    | nicht ausgetragen              | John Crawford-Currie (Åre SLK) |
| 1995 | Bjarne Richardsson (Arboga AK)    | nicht ausgetragen              | Bjarne Richardsson (Arboga AK) |
| 1996 | Fredrik Pernefalk (Karlskoga SLK) | nicht ausgetragen              | Ulf Carlsson (Bollnäs Telefån) |
| 1997 | Marcus Jonsson (Östersunds TC)    | nicht ausgetragen              | Ulf Carlsson (Bollnäs Telefån) |
| 1998 | Bjarne Richardsson (Arboga AK)    | Bjarne Richardsson (Arboga AK) | Bjarne Richardsson (Arboga AK) |
| 1999 | Magnus Söderberg (IFK Borlänge)   | Per Bylund (Järvsö IF)         | Per Bylund (Järvsö IF)         |
| 2000 | Per Bylund (Järvsö IF)            | Per Lindström (IFK Borlänge)   | Per Lindström (IFK Borlänge)   |
| 2001 | Martin Törnberg (Orsa Alpina)     | Per Lindström (IFK Borlänge)   | Per Lindström (IFK Borlänge)   |
| 2002 | nicht ausgetragen                 | Ola Hedlund (Bjursås IK)       | Måns Åberg (Täby SLK)          |
| 2003 | Måns Åberg (Täby SLK)             | Måns Åberg (Täby SLK)          | Ola Hedlund (Bjursås IK)       |
| 2004 | nicht ausgetragen                 | Per Lindström (IFK Borlänge)   | Per Lindström (IFK Borlänge)   |
| 2005 | nicht ausgetragen                 | nicht ausgetragen              | nicht ausgetragen              |
| 2006 | Mattias Wagenius (Järvsö IF)      | nicht ausgetragen              | Mattias Wagenius (Järvsö IF)   |

### Frauen
| Jahr | Meister (Verein)                       | Meister (Verein)                       | Meister (Verein)                       |
| Jahr | Classic                                | Sprint Classic                         | Riesenslalom                           |
| ---- | -------------------------------------- | -------------------------------------- | -------------------------------------- |
| 1994 | Renée Magnusson (Svegs SK)             | nicht ausgetragen                      | Renée Magnusson (Svegs SK)             |
| 1995 | Ann Kiesby (Sälens TK)                 | nicht ausgetragen                      | Helena Nilsson (Almåsa AK)             |
| 1996 | Ulrika Rosenqvist (Östersunds TC)      | nicht ausgetragen                      | Renée Magnusson (Svegs SK)             |
| 1997 | Malin Wassdahl (Åre SLK)               | nicht ausgetragen                      | Malin Wassdahl (Åre SLK)               |
| 1998 | Märta Åberg (Täby SLK)                 | Märta Åberg (Täby SLK)                 | Sandra Landén (Östersunds TC)          |
| 1999 | Susanna Lindberg (Östersunds TC)       | Märta Åberg (Täby SLK)                 | Märta Åberg (Täby SLK)                 |
| 2000 | Fia Kongsholm (Uppsala)                | nicht ausgetragen                      | Märta Åberg (Täby SLK)                 |
| 2001 | Lena Rogell (Kungsberget Alpina)       | Märta Åberg (Täby SLK)                 | Märta Åberg (Täby SLK)                 |
| 2002 | nicht ausgetragen                      | Lena Rogell (Kungsberget Alpina)       | Märta Åberg (Täby SLK)                 |
| 2003 | Märta Åberg (Täby SLK)                 | Lena Rogell (Kungsberget Alpina)       | Märta Åberg (Täby SLK)                 |
| 2004 | nicht ausgetragen                      | Sandra Hälldahl (Friska Viljor Alpina) | Sandra Hälldahl (Friska Viljor Alpina) |
| 2005 | nicht ausgetragen                      | nicht ausgetragen                      | nicht ausgetragen                      |
| 2006 | Sandra Hälldahl (Friska Viljor Alpina) | nicht ausgetragen                      | Sandra Hälldahl (Friska Viljor Alpina) |

## Titelgewinner

### Männer
- Platzierung: Gibt die Reihenfolge der Sportler wieder. Diese wird durch die Anzahl der Titel bestimmt. Bei gleicher Anzahl wird chronologisch sortiert.
- Name: Name des Sportlers
- CL: Anzahl der Titel im Classic-Wettbewerb
- SP: Anzahl der Titel im Sprint-Classic-Wettbewerb
- GS: Anzahl der Titel im Riesenslalom-Wettbewerb
- Gesamt: Gesamtanzahl gewonnener Meistertitel

| Platz | Name                 | CL | SC | RS | Gesamt |
| ----- | -------------------- | -- | -- | -- | ------ |
| 1.    | Per Lindström        | 0  | 3  | 3  | 6      |
|       | Bjarne Richardsson   | 3  | 1  | 2  | 6      |
| 3.    | Per Bylund           | 1  | 1  | 1  | 3      |
|       | Måns Åberg           | 1  | 1  | 1  | 3      |
| 5.    | Ulf Carlsson         | 0  | 0  | 2  | 2      |
|       | Ola Hedlund          | 0  | 1  | 1  | 2      |
|       | Mattias Wagenius     | 1  | 0  | 1  | 2      |
| 8.    | Fredrik Pernefalk    | 1  | 0  | 0  | 1      |
|       | Marcus Jonsson       | 1  | 0  | 0  | 1      |
|       | Martin Törnberg      | 1  | 0  | 0  | 1      |
|       | John Crawford-Currie | 0  | 0  | 1  | 1      |

### Frauen
- Platzierung: Gibt die Reihenfolge der Sportler wieder. Diese wird durch die Anzahl der Titel bestimmt. Bei gleicher Anzahl wird chronologisch sortiert.
- Name: Name des Sportlers
- CL: Anzahl der Titel im Classic-Wettbewerb
- SP: Anzahl der Titel im Sprint-Classic-Wettbewerb
- GS: Anzahl der Titel im Riesenslalom-Wettbewerb
- Gesamt: Gesamtanzahl gewonnener Meistertitel

| Platz | Name              | CL | SC | RS | Gesamt |
| ----- | ----------------- | -- | -- | -- | ------ |
| 1.    | Märta Åberg       | 2  | 3  | 5  | 10     |
| 2.    | Sandra Hälldahl   | 1  | 1  | 2  | 4      |
| 3.    | Lena Rogell       | 1  | 2  | 0  | 3      |
|       | Renée Magnusson   | 1  | 0  | 2  | 3      |
| 5.    | Malin Wassdahl    | 1  | 0  | 1  | 2      |
| 6.    | Ann Kiesby        | 1  | 0  | 0  | 1      |
|       | Ulrika Rosenqvist | 1  | 0  | 0  | 1      |
|       | Susanna Lindberg  | 1  | 0  | 0  | 1      |
|       | Fia Kongsholm     | 1  | 0  | 0  | 1      |
|       | Sandra Landén     | 0  | 0  | 1  | 1      |